# Le Facteur (roman)
Pour les articles homonymes, voir Le Facteur.
Le Facteur (titre original : The Postman) est un roman de David Brin. 
À l'origine, deux nouvelles intitulées The Postman et Cyclops sont parues dans le magazine Asimov's Science Fiction en 1982 et 1984. Elles constituent les deux premières parties (sur quatre) du roman publié en 1985 sous le titre The Postman.
Kevin Costner a adapté ce roman au cinéma en 1997, également sous le titre The Postman.

## Résumé
L'histoire prend place en Oregon, dans un monde post-apocalyptique résultat d'une guerre nucléaire et bactériologique. Un vagabond, Gordon Krantz, récupère un vieil uniforme du United States Postal Service et redonne espoir à une communauté, réduite au servage et à l'obscurantisme par son maire, en utilisant opportunément le mythe 
« des États-Unis d'Amérique Restaurés ».

## Distinctions
- Chacune des deux premières parties (The Postman et Cyclops) a été nommée pour le prix Hugo du meilleur roman court et prix Locus du meilleur roman court, respectivement en 1983 et 1985, mais aucune n'a reçu ces prix.
- Le roman (entier) a été nommé pour le prix Nebula du meilleur roman 1985 et pour le prix Hugo du meilleur roman 1986, mais n'a reçu ni l'un ni l'autre. Par contre, il est lauréat du prix John-Wood-Campbell Memorial 1986 et du prix Locus du meilleur roman de science-fiction 1986.

## Traductions
- Français : « Le Facteur », 1987
- Japonais : « ポストマン »  (« Le Facteur »), 1988, 1998
- Allemand : « Gordons Berufung »  (« La Vocation de Gordon »), 1989
- Russe : « Почтальон »  (« Le Facteur »), 1995, 1998, 2002, 2004
- Hongrois : « A jövő hírnöke »  (« Le Messager du futur »), 1998
- Turc : « Postacı »  (« Le Facteur »), 1998
- Italien : « L'uomo del giorno dopo »  (« L'Homme du jour d'après »), 1987